# Архитектурный проект

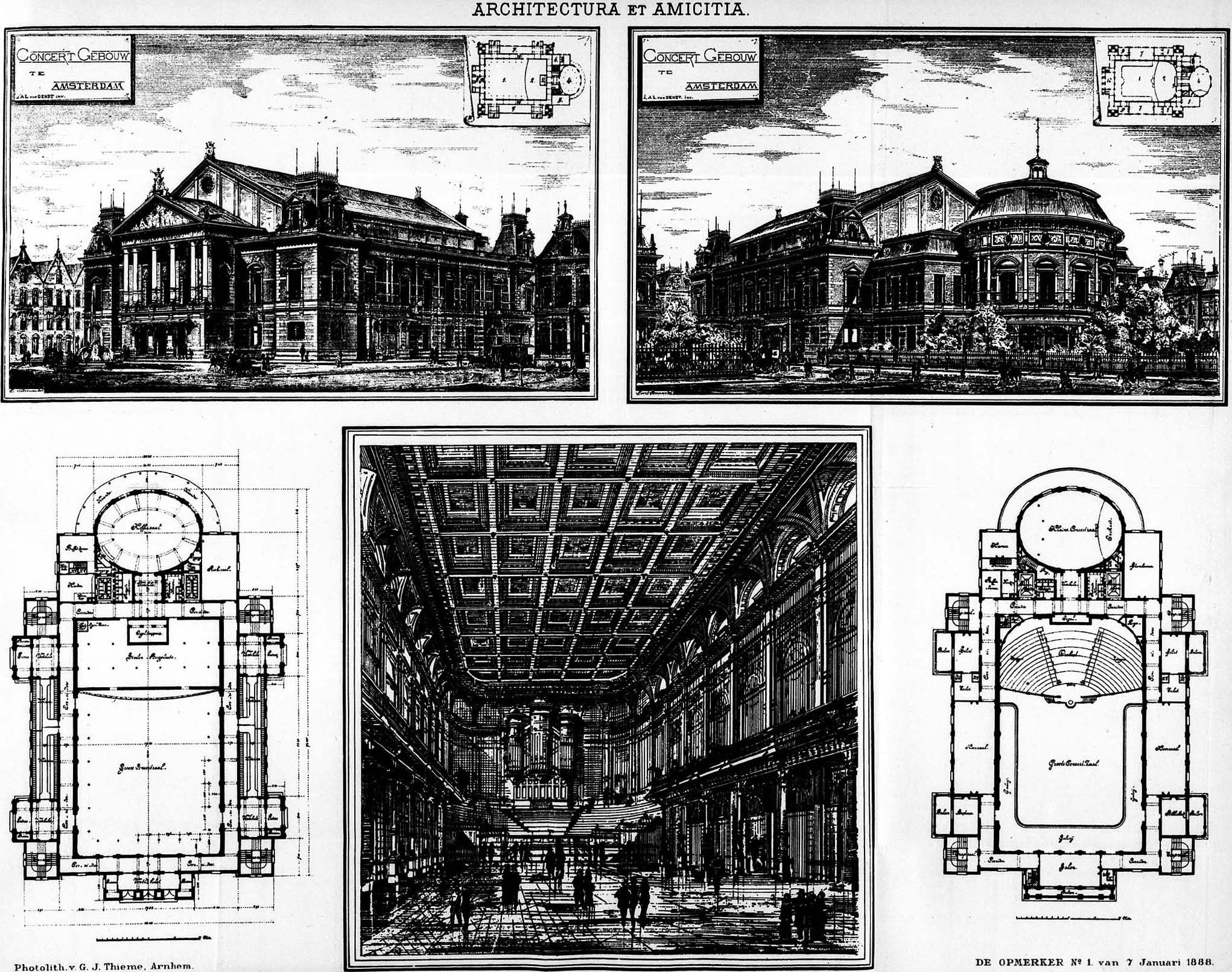
Проект Консертгебау в Амстердаме. Арх. А. Л. ван Гендт

Архитектурный проект — архитектурная часть строительной и градостроительной документации, содержащая архитектурные решения в объеме, необходимом для разработки документации для строительства объектов, в проектировании которых необходимо участие архитектора. Архитектурные решения должны комплексно учитывать социальные, экономические, функциональные, инженерные, технические, противопожарные, санитарно-гигиенические, экологические, архитектурно-художественные и иные требования к объекту.

## Место архитектурного проекта в документации для строительства
В соотв. со ст. 48 ГСК РФ архитектурно-строительное проектирование осуществляется путём подготовки проектной документации применительно к объектам капитального строительства и их частям, строящимся, реконструируемым в границах принадлежащего застройщику земельного участка, а также в случаях проведения капитального ремонта объектов капитального строительства, если при его проведении затрагиваются конструктивные и другие характеристики надежности и безопасности таких объектов.
Ч.12 ст. 48 ГСК РФ называет следующие разделы проектной документации объектов капитального строительства, за исключением линейных объектов:
1) пояснительная записка;
2) схема планировочной организации земельного участка;
3) архитектурные решения;
4) конструктивные и объёмно-планировочные решения;
5) сведения об инженерном оборудовании;
6) проект организации строительства;
7) проект организации работ по сносу или демонтажу объектов капитального строительства;
8) перечень мероприятий по охране окружающей среды;
9) перечень мероприятий по обеспечению пожарной безопасности объекта;
10) перечень мероприятий по обеспечению доступа людям с ограниченными возможностями к объектам;
10.1) перечень мероприятий по обеспечению соблюдения требований энергетической эффективности и требований оснащенности приборами учета энергетических ресурсов;
11) смета на строительство;
12) иная документация в случаях, предусмотренных ФЗ.
Предметом государственной экспертизы, а также основанием для выдачи разрешения на строительство является проектная документация, однако п. 4 Положения о составе разделов проектной документации и требованиях к их содержанию содержит указание на разработку рабочей документации:

В целях реализации в процессе строительства архитектурных, технических и технологических решений, содержащихся в проектной документации на объект капитального строительства, разрабатывается рабочая документация, состоящая из документов в текстовой форме, рабочих чертежей, спецификации оборудования и изделий.

## Содержание архитектурного проекта

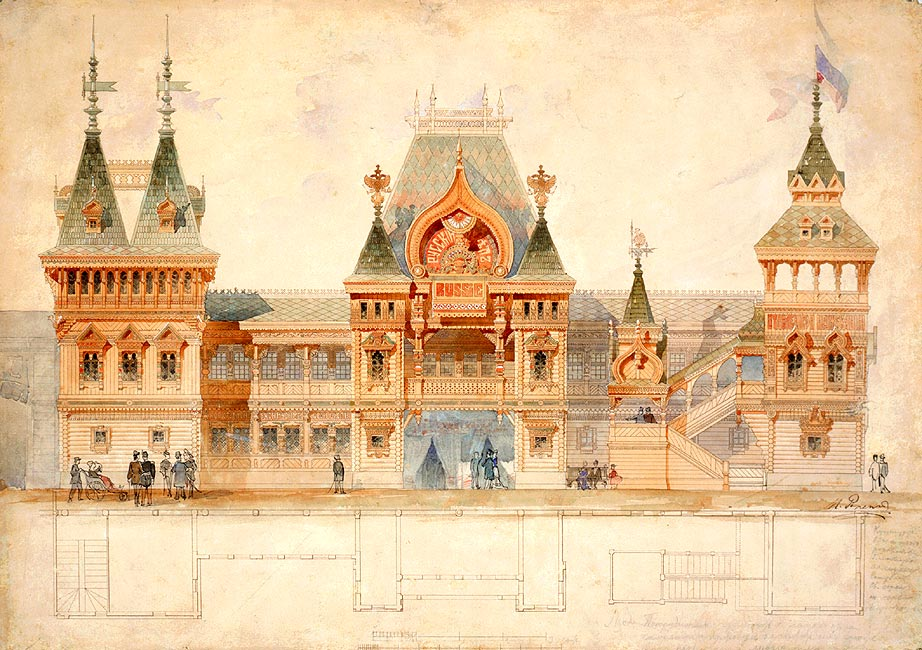
Эскиз фасада павильона Русского отдела на Всемирной выставке в Париже работы И. П. Ропета (1878)

В соответствии с п. 13 Положения о составе разделов проектной документации и требованиях к их содержанию раздел проектной документации «Архитектурные решения» должен содержать:

в текстовой части:
а) описание и обоснование внешнего и внутреннего вида объекта капитального строительства, его пространственной, планировочной и функциональной организации;
б) обоснование принятых объёмно-пространственных и архитектурно-художественных решений, в том числе в части соблюдения предельных параметров разрешённого строительства объекта капитального строительства;
в) описание и обоснование использованных композиционных приёмов при оформлении фасадов и интерьеров объекта капитального строительства;
г) описание решений по отделке помещений основного, вспомогательного, обслуживающего и технического назначения;
д) описание архитектурных решений, обеспечивающих естественное освещение помещений с постоянным пребыванием людей;
е) описание архитектурно-строительных мероприятий, обеспечивающих защиту помещений от шума, вибраций и других воздействий;
ж) описание решений по светоограждению объекта (при необходимости);
з) описание решений по декоративно-художественной и цветовой отделке интерьеров для объектов непроизводственного назначения.
в графической части:
и) отображение фасадов;
к) цветовое решение фасадов (при необходимости);
л) поэтажные планы зданий и сооружений с приведением экспликации помещений для объектов непроизводственного назначения;
м) иные графические и экспозиционные материалы, выполняются в случае, если необходимость этого указана в задании на проектирование.

## Юридическая сила архитектурного проекта
В соответствии с ФЗ от 17.11.1995 № 169-ФЗ «Об архитектурной деятельности в РФ» архитектурный проект, учитывающий требования
- градостроительного законодательства,
- технических регламентов;
- соответствующих градостроительных нормативов,
- правил застройки города или иного населенного пункта,
- задания на проектирование и
- архитектурно-планировочного задания,

является документом, обязательным для всех участников реализации архитектурного проекта со дня получения на его основе разрешения на строительство.
Один экземпляр архитектурного проекта и исполнительная документация сдаются на хранение в соответствующий орган архитектуры и градостроительства с последующей передачей указанных документов в государственный архив в порядке, установленном законодательством РФ.

## Архитектурный проект как объект авторских прав
Произведения архитектуры признаются объектом авторских прав, в том числе в виде чертежей и проектов. Единственными документами, в которых выражается авторский замысел, является архитектурная часть документации.